# 7.ª etapa da Volta a Espanha de 2017
A 7.ª etapa da Volta a Espanha de 2017 teve lugar a 25 de agosto de 2017 entre Liria e Cuenca sobre um percurso escarpado de 207 km.

## Classificação da etapa
| \| Classificação por etapas \| Classificação por etapas \| Classificação por etapas \| Classificação por etapas \| Classificação por etapas \| \| Ciclista \| Ciclista \| Equipe \| Tempo \| \| \| ------------------------ \| ------------------------ \| -------------------------- \| ------------------------ \| ------------------------ \| \| 1. \| Matej Mohorič \| UAE Team Emirates \| 4h43m35s \| \| \| 2. \| Paweł Poljański \| Bora-Hansgrohe \| + 16s \| \| \| 3. \| José Joaquín Rojas \| Movistar Team \| + 16s \| \| \| 4. \| Thomas De Gendt \| Lotto-Soudal \| + 16s \| \| \| 5. \| Alessandro De Marchi \| BMC Racing Team \| + 27s \| \| \| 6. \| Floris De Tier \| LottoNL-Jumbo \| + 27s \| \| \| 7. \| Jetse Bol \| Manzana Postobón \| + 29s \| \| \| 8. \| Luis Ángel Maté \| Cofidis, Solutions Crédits \| + 1m21s \| \| \| 9. \| Anthony Perez \| Cofidis, Solutions Crédits \| + 1m32s \| \| \| 10. \| Arnaud Courteille \| FDJ \| + 1m32s \| \| |                      |                            |          |
| |                      |                            |          |
| Fonte: ProCyclingStats |                      |                            |          |
| Classificação por etapas |                      |                            |          |
| Ciclista | Ciclista             | Equipe                     | Tempo    |
| 1. | Matej Mohorič        | UAE Team Emirates          | 4h43m35s |
| 2. | Paweł Poljański      | Bora-Hansgrohe             | + 16s    |
| 3. | José Joaquín Rojas   | Movistar Team              | + 16s    |
| 4. | Thomas De Gendt      | Lotto-Soudal               | + 16s    |
| 5. | Alessandro De Marchi | BMC Racing Team            | + 27s    |
| 6. | Floris De Tier       | LottoNL-Jumbo              | + 27s    |
| 7. | Jetse Bol            | Manzana Postobón           | + 29s    |
| 8. | Luis Ángel Maté      | Cofidis, Solutions Crédits | + 1m21s  |
| 9. | Anthony Perez        | Cofidis, Solutions Crédits | + 1m32s  |
| 10. | Arnaud Courteille    | FDJ                        | + 1m32s  |

## Classificações ao final da etapa

### Classificação geral
| \| Classificação geral \| Classificação geral \| Classificação geral \| Classificação geral \| Classificação geral \| \| Ciclista \| Ciclista \| Equipe \| Tempo \| \| \| ------------------- \| ------------------- \| ------------------- \| ------------------- \| ------------------- \| \| 1. \| Chris Froome \| Team Sky \| 27h46m51s \| \| \| 2. \| Esteban Chaves \| Orica-Scott \| + 11s \| \| \| 3. \| Nicolas Roche \| BMC Racing Team \| + 13s \| \| \| 4. \| Tejay van Garderen \| BMC Racing Team \| + 30s \| \| \| 5. \| Vincenzo Nibali \| Bahrain-Merida \| + 36s \| \| \| 6. \| David de la Cruz \| Quick-Step Floors \| + 40s \| \| \| 7. \| Jetse Bol \| Manzana Postobón \| + 46s \| \| \| 8. \| Fabio Aru \| Astana \| + 49s \| \| \| 9. \| Adam Yates \| Orica-Scott \| + 50s \| \| \| 10. \| Michael Woods \| Cannondale-Drapac \| + 1m13s \| \| |                    |                   |           |
| |                    |                   |           |
| Fonte: ProCyclingStats |                    |                   |           |
| Classificação geral |                    |                   |           |
| Ciclista | Ciclista           | Equipe            | Tempo     |
| 1. | Chris Froome       | Team Sky          | 27h46m51s |
| 2. | Esteban Chaves     | Orica-Scott       | + 11s     |
| 3. | Nicolas Roche      | BMC Racing Team   | + 13s     |
| 4. | Tejay van Garderen | BMC Racing Team   | + 30s     |
| 5. | Vincenzo Nibali    | Bahrain-Merida    | + 36s     |
| 6. | David de la Cruz   | Quick-Step Floors | + 40s     |
| 7. | Jetse Bol          | Manzana Postobón  | + 46s     |
| 8. | Fabio Aru          | Astana            | + 49s     |
| 9. | Adam Yates         | Orica-Scott       | + 50s     |
| 10. | Michael Woods      | Cannondale-Drapac | + 1m13s   |

### Classificação por pontos
| Classificação por pontos | Classificação por pontos | Classificação por pontos | Classificação por pontos | Classificação por pontos |
| Ciclista                 | Ciclista                 | Equipe                   | Pontos                   |                          |
| ------------------------ | ------------------------ | ------------------------ | ------------------------ | ------------------------ |
| 1.                       | Matteo Trentin           | Quick-Step Floors        | 49 pts                   |                          |
| 2.                       | Paweł Poljański          | Bora-Hansgrohe           | 44 pts                   |                          |
| 3.                       | Matej Mohorič            | UAE Team Emirates        | 43 pts                   |                          |
| 4.                       | Vincenzo Nibali          | Bahrain-Merida           | 31 pts                   |                          |
| 5.                       | Alexey Lutsenko          | Astana                   | 29 pts                   |                          |
| 6.                       | Chris Froome             | Team Sky                 | 28 pts                   |                          |
| 7.                       | Edward Theuns            | Trek-Segafredo           | 28 pts                   |                          |
| 8.                       | Tomasz Marczyński        | Lotto-Soudal             | 27 pts                   |                          |
| 9.                       | Yves Lampaert            | Quick-Step Floors        | 25 pts                   |                          |
| 10.                      | Tom Van Asbroeck         | Cannondale-Drapac        | 25 pts                   |                          |

### Classificação por equipas
| Classificação por equipes | Classificação por equipes | Classificação por equipes | Classificação por equipes |
| Equipe                    | Equipe                    | Tempo                     |                           |
| ------------------------- | ------------------------- | ------------------------- | ------------------------- |
| 1.                        | Movistar Team             | 82h39m47s                 |                           |
| 2.                        | UAE Team Emirates         | + 2m45s                   |                           |
| 3.                        | Astana                    | + 8m27s                   |                           |
| 4.                        | Orica-Scott               | + 10m26s                  |                           |
| 5.                        | Sky                       | + 12m34s                  |                           |
| 6.                        | Team Sunweb               | + 14m20s                  |                           |
| 7.                        | Caja Rural-Seguros RGA    | + 19m08s                  |                           |
| 8.                        | BMC Racing Team           | + 27m02s                  |                           |
| 9.                        | Quick-Step Floors         | + 27m48s                  |                           |
| 10.                       | Manzana Postobón          | + 27m51s                  |                           |

## ligações externas
- 7.ª etapa da Volta a Espanha de 2017 no ProCyclingStats
- Página oficial